# Jabberjaw
Jabberjaw és una exitosa sèrie d'animació de la productora Hanna Barbera Productions. Va ser estrenada per la cadena estatunidenca ABC l'11 de setembre i va ser emesa fins al 18 de desembre del 1976. Les reposicions van continuar a ABC fins al 3 de setembre de 1978.

## Premissa argumental
En Jabberjaw, és un tauró blanc amfibi de 15 peus de llargada, bateria de The Neptunes un grup de rock format per quatre adolescents: Biff, Shelly, Bubbles i Clamhead; que viuen en una civilització submarina l'any 2076. En Jabberjaw i The Neptunes viatgen a diverses ciutats submarines on es troben i s'enfronten amb diversos megalòmans i superdolents que volen conquerir el món submarí.
Com una gran part de la producció de Hanna-Barbera dels anys 70, el format i l'escriptura Jabberjaw era semblant a Scooby-Doo, Josie and the Pussycats i Speed Buggy. L'espectacle també es va inspirar (en l'ús d'un tauró com a personatge) de la mania general dels taurons de mitjans dels anys setanta provocada per la pel·lícula aleshores recent Jaws. També es va compartir Els Picapedra la tendència a fer servir jocs de paraules com a noms de llocs, persones, etc., en aquest cas, jocs de paraules de temàtica oceànica (tal com "Aqualaska" en lloc d'Alaska). Cada episodi acabava amb una seqüència de persecució musical on en Jabberjaw i Els banda fugiria dels dolents, fent dibuixos animats extravagants per escapar mentre sonava una cançó de The Neptunes de fons.

## Repartiment
Jabberjaw (amb la veu de Frank Welker que imita veus i expressions de Curly Howard): un gran tauró blanc antropomòrfic que respira aire i amb accents de Brooklyn. A en Jabberjaw li costava aconseguir respecte en una societat on els "expulsors de taurons" (robots que vigilarien diversos edificis o ciutats de l'entrada de taurons) eren habituals. Aquests robots, així com el tracte desagradable dels altres, sovint el porten a pronunciar alguna variació del seu eslògan (prestat del còmic Rodney Dangerfield): "No tinc cap respecte!" Té la capacitat única de canviar la seva forma o adaptar-se per actuar com diversos objectes com un llit elàstic, un paracaigudes, un gat, una catifa de llançament, etc., ja sigui per treure ell i la colla d'un embolic, o simplement per amagar-se.